# Cho Mi-yeon
Cho Mi-yeon (kor. 조미연, ur. 31 stycznia 1997 w Inczon), znana jako Miyeon – południowokoreańska piosenkarka i aktorka. Jest główną wokalistką południowokoreańskiego girlsbandu (G)I-dle pod szyldem Cube Entertainment oraz podkładała głos postaci Ahri w wirtualnej grupie K-pop K/DA.

## Życiorys

### Wczesne życie i edukacja
Cho Mi-yeon urodziła się 31 stycznia 1997 roku. Jest jedynym dzieckiem w rodzinie. Już jako dziecko przejawiała silne zainteresowanie śpiewem. Jej miłość do muzyki była inspiracją dla ojca. Rodzice Miyeon szybko zauważyli jej pasję i wysłali ją do szkół muzycznych, aby zdobywała różne umiejętności, takie jak granie na skrzypcach, gitarze i pianinie. W końcu, w gimnazjum, przeszła przesłuchanie w YG Entertainment i przez następne pięć lat była stażystką. Jednak jej debiut został udaremniony i opuściła firmę.
Miyeon kontynuowała swoją muzyczną karierę, zapisując się do akademii muzycznej, aby wzmocnić swoje umiejętności wokalne oraz nauczyć się komponowania i produkcji muzyki. Spędziła około ośmiu lat jako stażystka, zanim zadebiutowała w grupie (G)I-dle.

### 2018–2020: Debiut z (G)I-dle i debiut aktorski

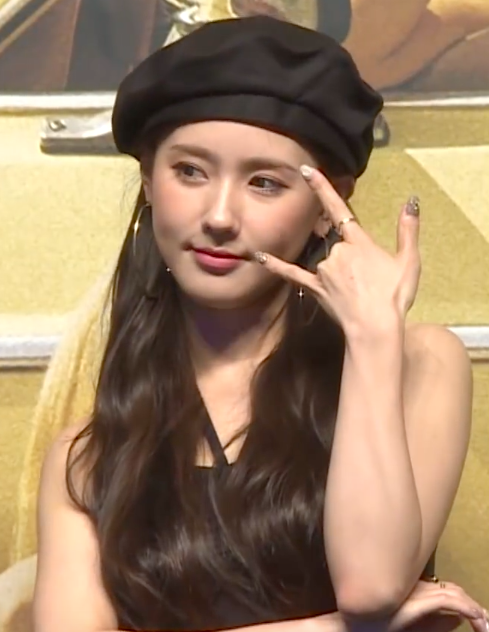
Miyeon w 2019 roku.

Miyeon zadebiutowała wraz z (G)I-dle 2 maja 2018 roku, wydając minialbum I Am oraz utwór tytułowy „Latata”.
26 października 2018 roku potwierdzono, że Miyeon wystąpi podczas ceremonii otwarcia finałów League of Legends World 2018 wraz z Soyeon, Madison Beer i Jairą Burns. Cztery wokalistki dostarczyły wokali dla wirtualnej grupy nazwie K/DA, a Miyeon podkładała głos pod postać Ahri, jednej z najbardziej znanych bohaterek w grze League of Legends. Wraz z Evelynn, którą odtwarzała Beer, Ahri jest główną wokalistką grupy. Ich piosenka „Pop/Stars” stała się popularna na YouTube i zdobyła pierwsze miejsce na liście Billboard World Digital Songs.
W 2019 roku współpracowała z Hangzoo przy utworze „Cart” w ramach projektu Amoeba Culture X Devine Channel Code Share Project.
W 2020 roku pojawiła się w programie muzycznym MBC, King of Mask Singer. W pierwszej rundzie zdobyła 64 punkty i wygrała. W drugiej rundzie wykonała utwór Yoon Mi-rae „Goodbye Sadness and Hello Happiness”, ale przegrała z Im Kang-sungiem. Jej występ wokalny spotkał się z ciepłym przyjęciem zarówno przez publiczność, jak i panel jurorów. W tym samym roku Miyeon ponownie zaśpiewała jako Ahri w dwóch utworach z minialbumu K/DA, All Out; główny singiel „The Baddest” z udziałem Bea Miller i Wolftyla zastępujących Beer i Burns, oraz drugi singiel „More” z oryginalnym składem i Lexie Liu.
We wrześniu 2020 roku ujawniono, że Miyeon zadebiutuje jako główna bohaterka w dramacie internetowym Replay: The Moment jako Yoo Hayoung, popularna YouTuberka i wokalistka zespołu. W związku z muzycznym charakterem serialu, wydała kilka ścieżek dźwiękowych (OST):: „Dreaming About You” i „How To Love (z udziałem Neon Paprika)”. Serial osiągnął ponad 6 milionów wyświetleń.
W październiku 2020 roku zaśpiewała „We Also Fell In Love” wraz z Minnie jako część ścieżki dźwiękowej do serialu Do Do Sol Sol La La Sol, a w listopadzie Cho wydała swój pierwsze solowe OST „My Destiny” jako część ścieżki dźwiękowej do serialu Tale of the Nine Tailed.

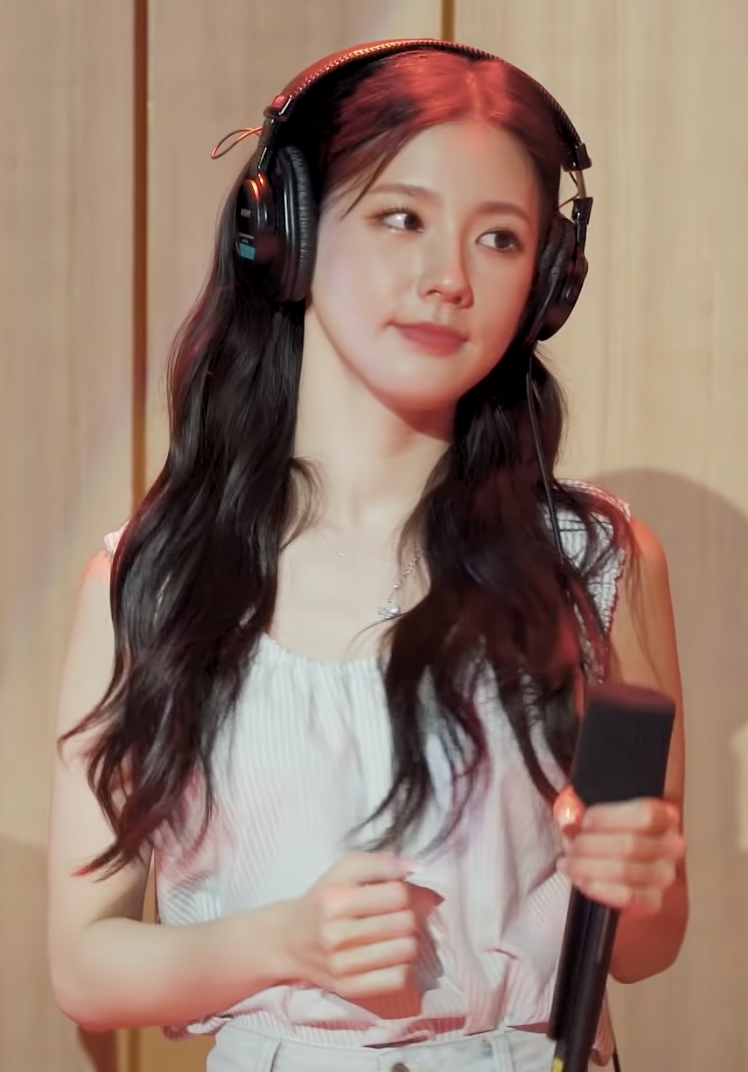
Miyeon w 2020

30 listopada 2020 roku pojawiła się w programie podróżniczym Seoul Connects U, wspólnie planowanym i produkowanym przez MBC oraz Seoul Tourism Foundation. Program pokazuje podróż w czasie w tej samej przestrzeni, ale w różnych okresach, dla fanów z całego świata, łącząc przeszłość i teraźniejszość Seulu za pomocą zdjęć gwiazd i fanów w czasie rzeczywistym.

### Od 2021: Działalność solowe
W lutym 2021 roku ogłoszono, że została wybrana główną prowadzącą programu radiowego Gossip Idle na platformie Naver Now. Prowadziła cotygodniowe audycje w każdy wtorek o godzinie 20:00 od 9 lutego. Pierwotnie program radiowy był nadawany jako trylogia, aby uczcić wydanie czwartego minialbumu (G)I-dle I Burn w styczniu, ale ze względu na pozytywny odzew fanów, został przekształcony w regularną audycję na żywo. W tym samym miesiącu została również wybrana jedną z nowych prowadzących muzycznego programu M Countdown na antenie Mnet, funkcję tę pełniła od 18 lutego razem z aktorem Nam Yoon-su. Stała się pierwszą kobiecą prowadzącą programu od 9 lat.
W maju 2021 roku pojawiła się w Kingdom: Legendary War, pomagając zespołowi BtoB w wykonaniu utworu „Blue Moon (Cinema Ver)”. Scena została przedstawiona jako musicalowy występ z konceptem filmów La La Land i Pewnego razu w Hollywood.
W dniu 28 maja 2021 roku media koreańskie podzieliły się informacją, że Cho wzięła udział w albumie "cs numbers" wydanym przez CS Happy Entertainment, a jej utworem jest „You Were My Breath” - popowo-balladowa piosenka, którą wykonała 60-osobowa orkiestra, w tym Joseph K, który stworzył „Me After You” Paula Kima, oraz gitarzysta Park Shin-won. Piosenka została wyprodukowana przez Rocoberry, twórców hitu z 2017 roku „I Will Go to You Like the First Snow”. Album został wyprodukowany przez Jeon Chang-sika, CEO CS Happy Entertainment, który dostrzegł potencjał Cho i spełnił swoje oczekiwania względem jej niezrównanych umiejętności wokalnych, które dotychczas nie zostały ujawnione w (G)I-dle.
W sierpniu 2021 roku gazeta Maeil Business Newspaper doniosła, że Miyeon wystąpi u boku aktora Lee Tae-vina z serialu The Penthouse: War in Life w internetowym serialu komediowym Delivery, który został wydany w listopadzie 2021 roku.
W październiku 2021 roku Cho wydała wspólną piosenkę z Raidenem na jego pierwszym minialbumie Love Right Back, a główny singiel „Side Effect” został wydany 11 października. Dodatkowo, gościnnie wystąpiła w utworze „Blue Moon” Lee Donghae, który został wydany 13 października. Tego samego dnia potwierdzono, że zagra główną rolę w nadchodzącym serialu komediowym Adult Trainee jako Bang Ye-kyung u boku Ryu Ui-hyuna. 17 listopada 2021 roku pojawiła się jako gościnna w utworze „Kitty” rapera Kida Milli.
6 kwietnia 2022 roku ogłoszono, że Miyeon zadebiutuje solowo pod koniec kwietnia. 8 kwietnia 2022 roku Cube Entertainment ogłosiło, że jej pierwszy minialbum zatytułowany My zostanie wydany 27 kwietnia, wraz z głównym singlem „Drive”. 3 maja Miyeon zdobyła swoją pierwszą nagrodę w programie muzycznym SBS MTV The Show.

## Dyskografia

### Minialbumy
| Rok  | Dane dot. albumu                                                                                        | Najwyższa pozycja | Sprzedaż        |
| Rok  | Dane dot. albumu                                                                                        | KOR (Circle)      | Sprzedaż        |
| ---- | --- | ----------------- | --------------- |
| 2022 | My - Wydany: 27 kwietnia 2022 - Wytwórnia: Cube Entertainment - Format: CD, digital download, streaming | 4                 | - KOR: 113 911+ |

### Single
| Rok                                                       | Tytuł                | Najwyższa pozycja | Najwyższa pozycja | Album |
| Rok                                                       | Tytuł                | KOR               | KOR               | Album |
| Rok                                                       | Tytuł                | Circle            | Songs             | Album |
| --------------------------------------------------------- | -------------------- | ----------------- | ----------------- | ----- |
| 2021                                                      | „You Were My Breath” | –                 | –                 | –     |
| 2022                                                      | „Drive”              | 113               | –                 | My    |
| „–” oznacza, że singiel nie był notowany na danej liście. |                      |                   |                   |       |

## Filmografia

### Film
| Rok  | Tytuł           | Rola       |
| ---- | --------------- | ---------- |
| 2021 | Her Bucket List | Lee Hye-in |

### Seriale internetowe
| Rok  | Tytuł              | Rola          |
| ---- | ------------------ | ------------- |
| 2021 | Replay: The Moment | Yoo Ha-young  |
| 2021 | Delivery           | Kwak Doo-shik |
| 2021 | Adult Trainee      | Bang Ye Kyung |

### Programy telewizyjne
| Rok  | Tytuł                  | Rola             | Uwagi                            |
| ---- | ---------------------- | ---------------- | -------------------------------- |
| 2020 | King of Mask Singer    | Uczestniczka     | (odcinki 243–244)                |
| 2020 | My Dream Is Ryan       | Występ specjalny | z Yuqi (G) I-dle (odcinki 14–16) |
| 2020 | Seoul Connects U       | Przewodniczka    | z Yuqi (G)I-dle                  |
| 2021 | Kingdom: Legendary War | Występ gościnny  | z BtoB (odcinek 8)               |
| 2021 | Alphabet Together      | Członkini obsady |                                  |
| 2021 | Do You Lightsum        | Nauczyciel       | z Lightsum                       |
| 2023 | HMLYCP                 | Członkini obsady |                                  |